# Jutlàndia Septentrional
Jutlàndia Septentrional (Nordjylland en danès) és una regió administrativa de Dinamarca, creada l'1 de gener del 2007 com a part de la Reforma Municipal que va substituir els antics 13 comtats (amter) per cinc entitats més grans però amb menys competències. Al mateix temps els petits municipis es van fusionar per formar unitats més grans, passant de 271 municipis als 98 actuals.
La regió de Nordjylland ocupa la part nord de la península de Jutlàndia, comprèn l'antic comtat de Nordjylland i algunes parts dels comtats de Viborg (els antics municipis d'Aalestrup, Hanstholm, Morsø, Sydthy, i Thisted) i la meitat oest del que fou el municipi de Mariager al Comtat d'Århus.
La regió és dividida en dos pel Limfjord, el fiord que uneix el Mar del Nord i l'estret del Kattegat i que separa l'illa de Vendsyssel-Thy de la resta de la península de Jutlàndia.

## Divisió territorial

Municipis

La regió es divideix en 11 municipis:
- Aalborg
- Brønderslev
- Frederikshavn
- Hjørring
- Jammerbugt
- Læsø
- Mariagerfjord
- Morsø
- Rebild
- Thisted
- Vesthimmerland

## Consell Regional
Després de les eleccions els 41 diputats del Consell Regional es van repartir de la següent manera:
- Socialdemokraterne (Socialdemòcrates): 20 escons
- Venstre (Liberals): 12 escons
- Dansk Folkeparti (Partit Popular): 2 escons
- Socialistisk Folkeparti (Ecosocialistes): 2 escons
- Konservative Folkeparti: 2 escons
- Det Radikale Venstre (Social-liberals): 1 escó
- Borgerlisten Nordjylland: 1 escó
- Kristendemokraterne (Demòcrata Cristians): 1 escó

El Consell Regional és presidit pel socialdemòcrata Orla Hav.